# Kopiec Grunwaldzki w Niepołomicach
Kopiec Grunwaldzki – kopiec w Niepołomicach, zlokalizowany przy ulicy Grunwaldzkiej, na najwyższym wzniesieniu miasta – Wężowej Górze (212 m n.p.m.), na zachód od centrum i Zamku Królewskiego. Wzniesiony został dla uczczenia 500. rocznicy bitwy pod Grunwaldem. Kopiec usypano w miejscu z którego według tradycji 25 listopada 1411 r. król Władysław II Jagiełło wyruszył w triumfalnym pochodzie do Krakowa.
Kopiec ma 14 metrów wysokości i 30 m średnicy u podstawy. Zwieńczony jest pomnikiem z krzyżem. Z kopca rozciąga się panorama na Puszczę Niepołomicką, dolinę Wisły i Kraków.

## Historia
W 1902 roku z inicjatywy Polskiego Towarzystwa Gimnastycznego „Sokół” na pamiątkę dzieci z Wrześni, prześladowanych przez władze pruskie, usypano dwumetrowy kopczyk zwieńczony krzyżem.
Sypanie właściwego kopca rozpoczęto 3 marca 1910 roku. Aby zebrać środki finansowe potrzebne do budowy kopca sprzedawano cegiełki w cenie 2 halerzy, kartki okolicznościowe oraz przyjmowano dobrowolne datki. Zachowała się pamiątkowa księga z wpisami Polaków ze Śląska, Lwowa, Wilna, Poznania, Warszawy i Petersburga. Do budowy użyto m.in. ziemi przywiezionej spod Grunwaldu, z Prowincji Poznańskiej i z pól bitewnych wszystkich zaborów. W 1914 r. przywieziono 500 woreczków z ziemią z mogił zmarłych w Ameryce emigrantów polskich, które 1 czerwca włożono do specjalnej trumienki z napisem" Ziemia polska z 500 grobów nadesłana z Ameryki na Kopiec Grunwaldzki. 1 czerwca 1914". Równocześnie weterani z 1863 r. przynieśli woreczek ziemi z grobu powstańców styczniowych spoczywających na cmentarzu krakowskim, który złożono razem z amerykańskimi. Po odśpiewaniu "Boże coś Polskę" rzucono się do sypania kopca. Sypanie kopca zakończono w 1915 r.
W 1992 roku u podstawy pomnika wmurowano tablicę upamiętniającą towarzystwo „Sokół” w Niepołomicach w 90 rocznicę założenia. Teren wokół kopca został uporządkowany. Znajduje się tam obecnie miejsce odpoczynku oraz plac zabaw dla dzieci.

## Galeria

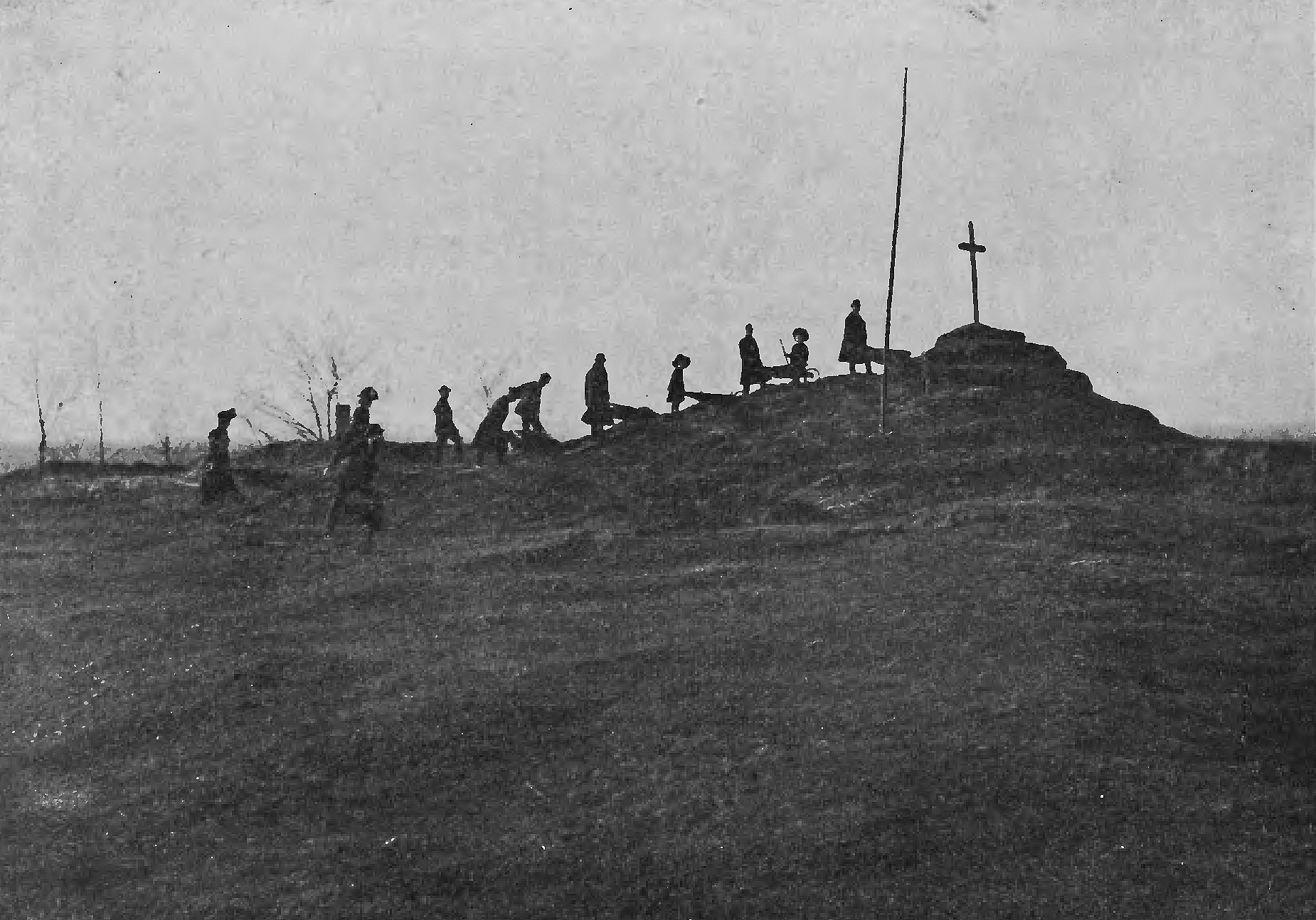
Sypanie kopca (1910)
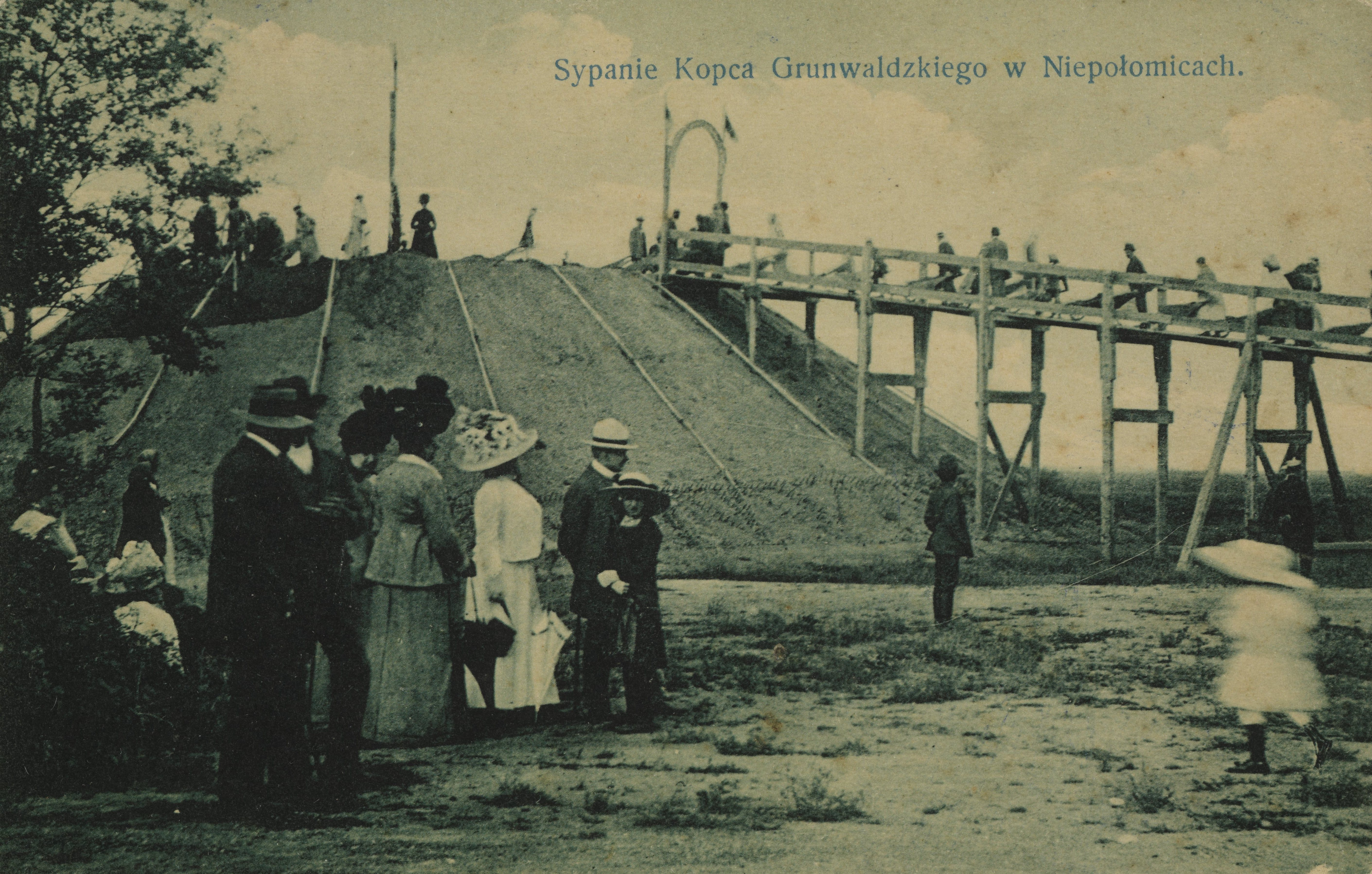
Sypanie kopca (1910)
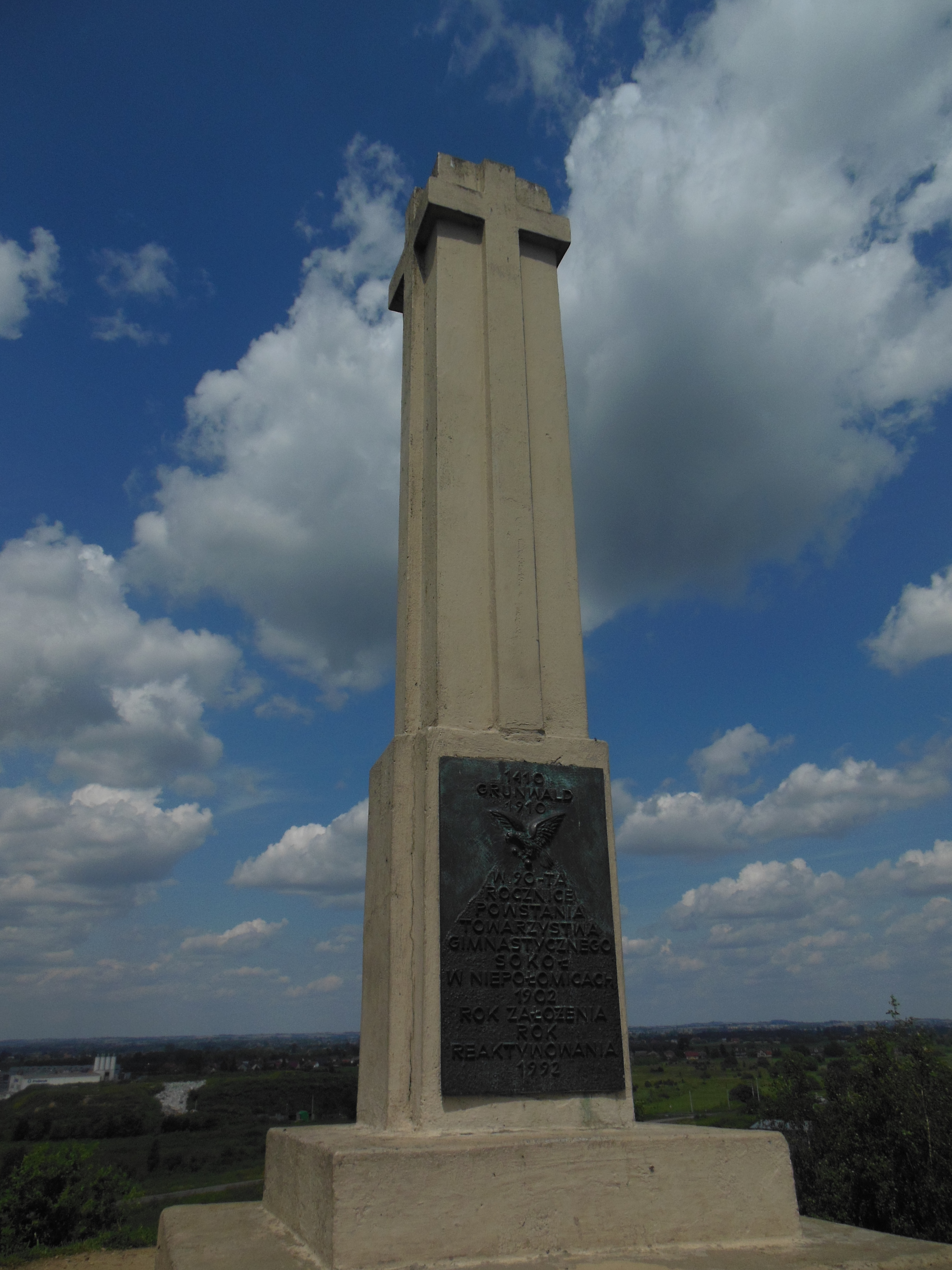
Pomnik na Kopcu Grunwaldzkim
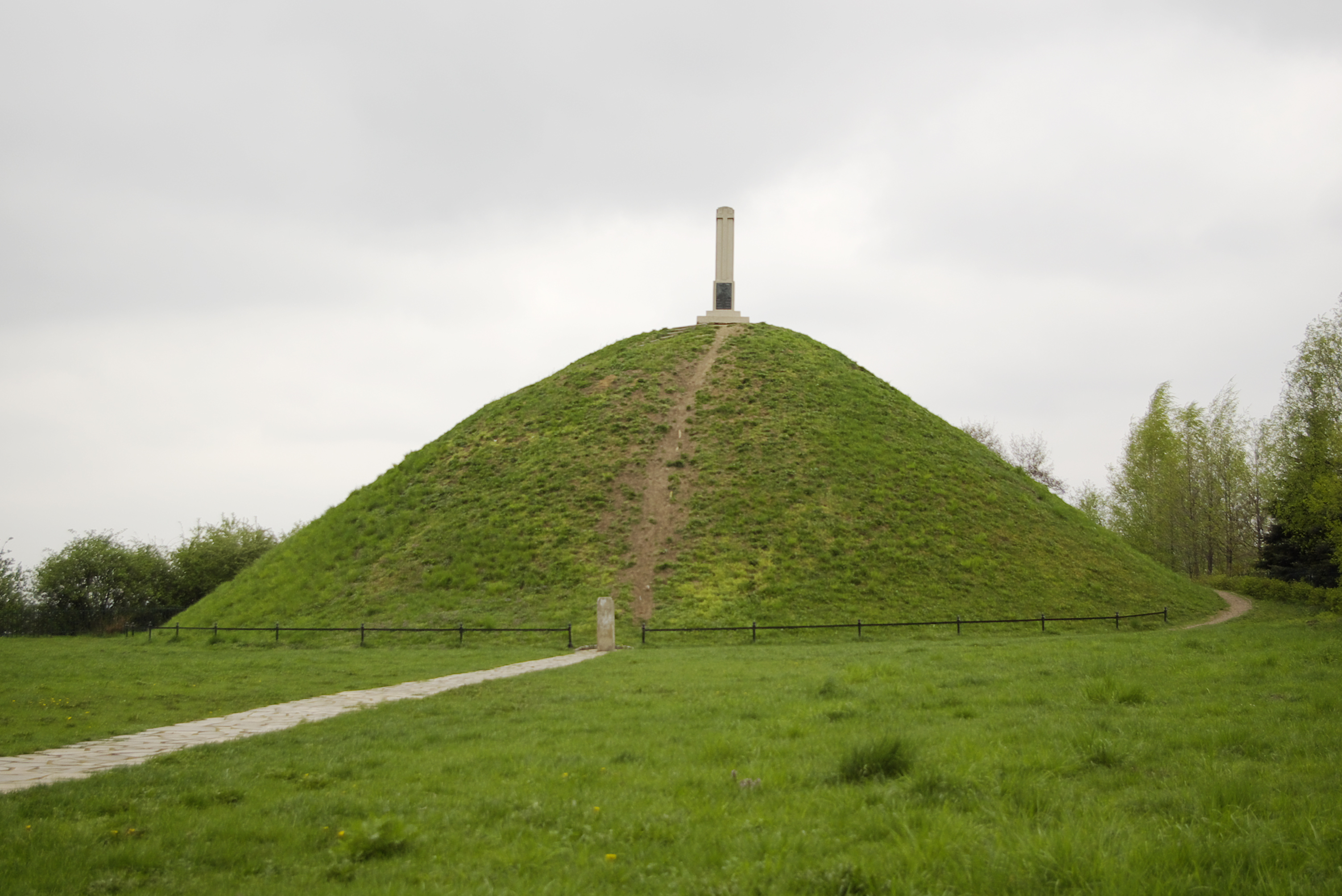
Kopiec od strony południowo-wschodniej
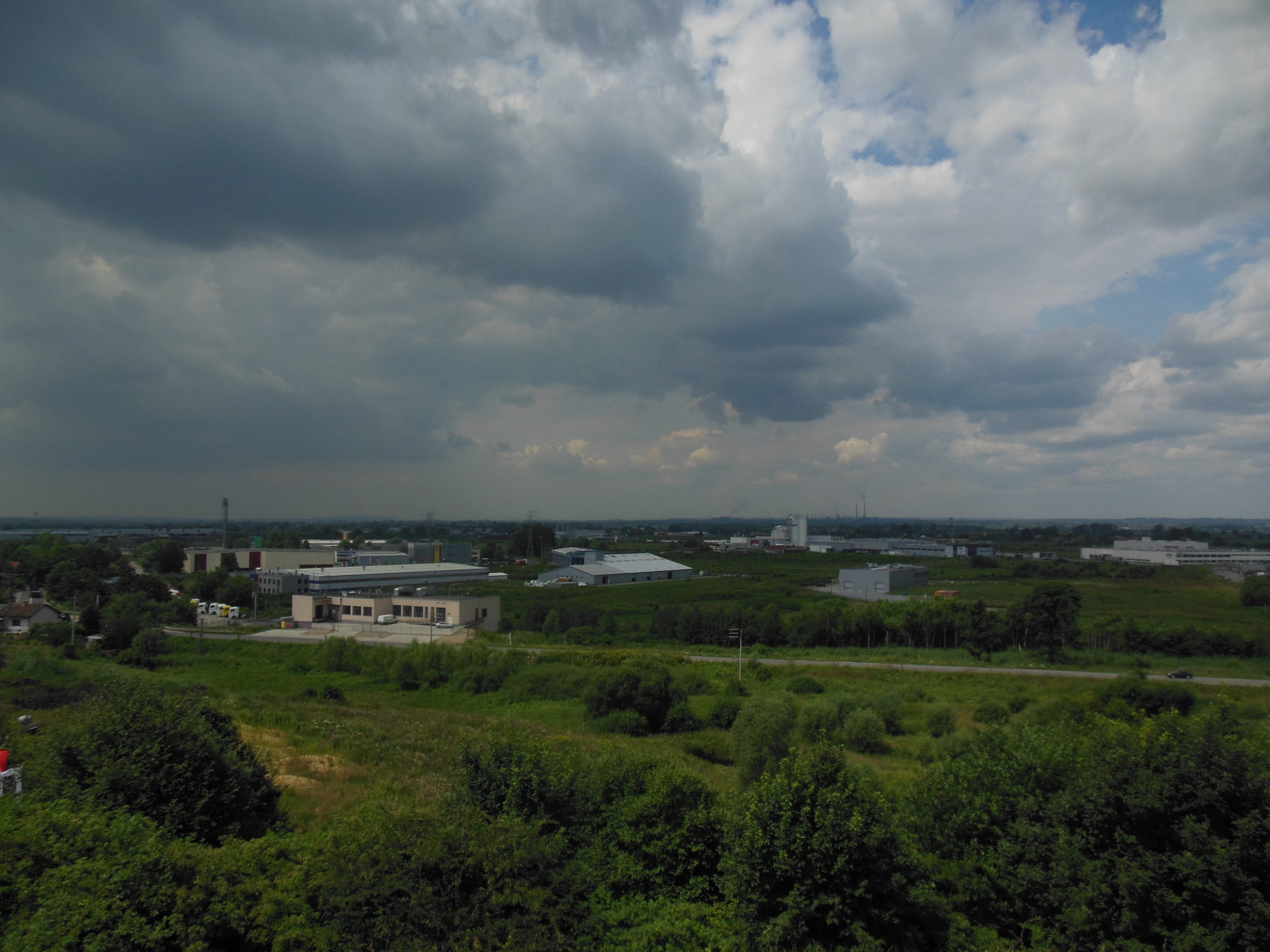
Widok w kierunku Krakowa